# Río Gamo
El río Gamo nace en las dehesas de la Sierra de Villanueva, en Villanueva del Campillo (Ávila)  en las fuentes llamadas Fuente Fría en Los Piroles y la Fuente Quinquillas en Pocito Hoyo Regaña a unos 1493 m s. n. m., al norte de la Peña Bermeja,1552 m s. n. m.  y Peña Aguda 1578 m s. n. m.; los regatos procedentes de estas fuentes dan lugar al río Gamo que se dirige hacia el norte por Las Camellitas, el Prado de los Moros, donde recibe aguas por la izquierda de La Hoya y de las fuentes Navataheña y Carrapinar. Ya en el casco urbano de Villanueva pasa al lado de la ermita de la Madre de Dios.  Desemboca en el río Almar, a unos 800 m s. n. m., y este, dos kilómetros más abajo, en el Tormes, a algo más de 3 km al norte del azud de Villagonzalo, en Villagonzalo de Tormes (Salamanca). Tiene algo más de 53 kilómetros de longitud.
Pasa por las poblaciones de Villanueva del Campillo, Rivilla de la Cañada, término de San Miguel de Serrezuela, Alaraz, Campillo y Melardos, Gajates, Valeros, Galleguillos, Pedrosillo de Alba, Bebimbre, La Lurda y Garcihernández.
Sus afluentes más importantes, de sur a norte, son: el arroyo de la Cañada, el río Agudín, el arroyo Pardo y el río Cano.